# Sturm (Name)
Sturm ist ein gebräuchlicher Familienname, der selten auch als Vorname vorkommt.

## Namensträger

### A
- Adolf Sturm (* 1938), deutscher Ingenieur und Hochschullehrer
- Albert Sturm (1851–1909), österreichisch-ungarischer Journalist, Schriftsteller und Übersetzer
- Albrecht Sturm (1949–2014), deutscher Gartenbauingenieur
- Alexander Sturm (1901–1973), deutscher Arzt
- Alfred Sturm (Offizier) (1888–1962), deutscher General
- Alfred Sturm (Pädagoge) (1902–nach 1977), deutscher Pädagoge
- Alfred Sturm (Astronom) (1924–2016), deutscher Astronom
- Almut Sturm (* 1941), deutsche Tennisspielerin
- Ambros Sturm (Johann Sturm; 1858–1931), österreichischer Ordensgeistlicher, Lehrer und Mathematiker
- Andreas Sturm (Politiker) (* 1964), Schweizer Politiker (glp)
- Andreas Sturm (Mediziner) (* 1968), deutscher Internist
- Andreas Sturm (Jurist) (* 1972), deutscher Jurist und Richter am Bundesgerichtshof
- Andreas Sturm (Priester) (* 1974), deutscher alt-katholischer Geistlicher, ehemals Generalvikar des Bistums Speyer
- Andreas Sturm (Autor) (* 1986), deutscher Politiker und Autor
- Angelus Sturm (1886–1968), deutscher Ordensgeistlicher und Historiker
- Anja Sturm (* 1970), amerikanisch-deutsche Rechtsanwältin
- Anja Karin Sturm (* 1975), deutsche Mathematikerin und Hochschullehrerin
- Anna Maria Sturm (* 1982), deutsche Schauspielerin
- Annalena Sturm, deutsche Ju-Jutsu-Sportlerin
- Anton Sturm (Maler) (1686–1752), deutscher Maler, Zeichner und Kunsthändler
- Anton Sturm (Bildhauer) (1690–1757), deutscher Bildhauer und Bildschnitzer
- Anton Sturm (Lehrer) (1787–1827), österreichischer Lehrer und Schriftsteller
- August Sturm (Jurist) (1852–1923), deutscher Jurist, Dichter und Schriftsteller
- August Sturm (Pianist) (1854–1913), österreichischer Pianist und Komponist
- August Sturm (Turner) (1912–1990), österreichischer Turner

### B
- Beata Sturm (1682–1730), deutsche Pietistin
- Bertram von Sturm (~1595–1639), deutscher Beamter
- Borut Marjan Sturm (* 1951), österreichischer Politiker
- Bruno Adolph Sturm (1815–1885), deutscher Jurist und Politiker

### C
- Caspar Sturm (1475–1552), deutscher Reichsherold, Begleiter von Martin Luther, siehe Kaspar Sturm (Reichsherold)
- Caspar Sturm (um 1540–nach 1590), deutscher Organist und Orgelbauer, siehe Kaspar Sturm (Orgelbauer)
- Caspar Sturm (um 1545–1628), deutscher Theologe, siehe Kaspar Sturm (Theologe)
- Charles-François Sturm (1803–1855), französischer Mathematiker
- Christa Sturm (* 1966), deutsche Kunstpädagogin, Kunsthistorikerin und Künstlerin
- Christian Sturm (Mathematiker) (1597–1628), deutscher Mathematiker
- Christian Sturm (Sänger) (* 1978), deutscher Sänger (Tenor)
- Christian Sturm-Willms (* 1987), deutscher Koch
- Christoph Christian Sturm (1740–1786), deutscher Theologe und Prediger
- Claudia Sturm (* 1962), deutsche Handballspielerin, siehe Claudia Richter
- Cláudio Nori Sturm (* 1953), brasilianischer Priester, Bischof von Patos de Minas

### D
- Daniel Sturm (Jurist) (1602–1652), deutscher Jurist
- Daniel Sturm (Wirtschaftswissenschaftler), deutscher Wirtschaftswissenschaftler
- Daniel Sturm (Politiker) (* 1977), deutscher Politiker (CDU)
- Daniel Friedrich Sturm (* 1973), deutscher Journalist
- Dieter Sturm (* 1936), deutscher Dramaturg

### E
- Eberhardt Sturm (1889–1973), deutscher Industrieller
- Eduard Sturm (Politiker, 1830) (1830–1909), österreichischer Politiker
- Eduard Sturm (Politiker, 1845) (1845–1920), deutscher Gutsbesitzer und Abgeordneter
- Eduard Sturm (Bühnenbildner) (1885–1952), deutscher Bühnenbildner
- Egge Sturm-Skrla (eigentlich Eugen Sturm; 1894–1943), österreichischer Maler
- Elsa Sturm-Lindner (1916–1988), deutsche Malerin, Grafikerin und Zeichnerin
- Emil Sturm (1910–1991), österreichischer Theologe
- Erdmann Sturm (* 1937), deutscher Theologe
- Erko Sturm (* 1964), deutscher Pfarrer, Buchautor, Musiker und Musikwissenschaftler
- Ernst Friedrich Sturm (1829–1876), deutscher Gymnasialprofessor, Erzähler, Dichter und Übersetzer
- Erwin Sturm (1927–2016), deutscher Priester, Heimatforscher und Autor
- Eugen Sturm (1894–1943), österreichischer Maler, siehe Egge Sturm-Skrla
- Eva Sturm (* 1962), österreichische Kunstpädagogin, Museumspädagogin und Germanistin

### F
- Felix Sturm (* 1979), deutscher Boxer
- Fini Sturm (* 1995), deutsche Ruderin, siehe Ronja Fini Sturm
- Florian Sturm (* 1982), österreichischer Fußballspieler
- Fred Sturm (1951–2014), US-amerikanischer Jazz- und Fusionmusiker, Arrangeur und Hochschullehrer
- Friedhelm Sturm (* 1955), deutscher Fußballspieler
- Friedrich Sturm (Instrumentenbauer), deutscher Instrumentenbauer
- Friedrich Sturm (Kupferstecher) (Johann Heinrich Christian Friedrich Sturm; 1805–1862), deutscher Ornithologe und Kupferstecher
- Friedrich Sturm (Maler) (1823–1898), österreichischer Maler
- Fritz Sturm (Maler) (1834–1906), deutscher Maler
- Fritz Sturm (Politiker) (1874–??), deutscher Politiker (SPD), MdL Sachsen-Altenburg
- Fritz Sturm (Publizist) (Pseudonym Gladnew; 1884–1937), russisch-deutscher Publizist und Politiker (KPD, SPD)
- Fritz Sturm (Jurist) (1929–2015), deutscher Rechtswissenschaftler und Hochschullehrer

### G
- Georg Sturm (Maler) (1855–1923), österreichischer Maler
- Georg Sturm (Heimatforscher) (1888–1954), deutscher Heimatforscher
- Georg Sturm (Johann Georg Sturm; 1911/1912–1948), deutscher Soldat, siehe Johann Sturm (Soldat)
- Georg Sturm (Missionar) (1915–2004), Schweizer Missionar
- Georg Christoph Sturm (1698–1763), deutscher Architekt
- Gerhard Sturm (* 1934), deutscher Unternehmer, Gründer von EBM-Papst
- Gottfried Sturm (1923–2018), deutscher Slawist und Redakteur

### H
- Hanna Sturm (1891–1984), österreichische Widerstandskämpferin
- Hans Sturm (Täufer) († um 1530), Anhänger der Täuferbewegung aus Steyr
- Hans Sturm (Schauspieler) (1874–1933), deutscher Schauspieler, Drehbuchautor, Schriftsteller und Regisseur
- Hans Sturm (Fußballspieler) (1935–2007), deutscher Fußballspieler
- Hans Sturm (Fußballspieler, 1940) (* 1940), deutscher Fußballspieler
- Hans Sturm (Musiker) (* 1960), US-amerikanischer Musiker und Hochschullehrer
- Harald Sturm (* 1956), deutscher Motorradrennfahrer
- Harry Sturm (1912–1977), deutscher SS-Hauptsturmführer
- Heinrich Sturm (1860–1917), deutscher Jurist und Politiker, Oberbürgermeister von Chemnitz
- Helmut Sturm (Fußballspieler) (* 1920), deutscher Fußballspieler
- Helmut Sturm (Biologe) (1929–2015), deutscher Zoologe
- Helmut Sturm (Maler) (1932–2008), deutscher Maler
- Heribert Sturm (1904–1981), tschechoslowakisch-deutscher Archivar und Museumsleiter
- Heribert Sturm (Künstler) (1934–2020), deutscher Künstler und Hochschullehrer
- Hermann Sturm (1921–1984), deutscher SS-Oberscharführer
- Hertha Sturm (Parteifunktionärin) (geborene Edith Fischer, verheiratet Edith Schumann; 1886–1943), deutsche Parteifunktionärin (KPD) und Widerstandskämpferin
- Hertha Sturm (Psychologin) (1925–1998), deutsche Kommunikationspsychologin und Medienpädagogin
- Herwig Sturm (* 1942), österreichischer Bischof
- Hilda Sturm (1909–1992), deutsche Skirennläuferin und Model
- Hilmar Sturm (1939–1982), österreichischer Bergsteiger
- Horst Sturm (1923–2015), deutscher Fotograf
- Hubert Sturm (um 1545–um 1605), deutscher Theologe, siehe Hubertus Sturmius
- Hubert Sturm (Judoka) (* 1934), deutscher Judoka und Judotrainer

### I
- Irene Maria Sturm (* 1953), deutsche Politikerin

### J
- Jacob Sturm (Kupferstecher) (Jakob Sturm; 1771–1848), deutscher Kupferstecher und Naturforscher
- Jacob Karl F. Sturm (1803–1855), schweizerisch-französischer Mathematiker und Physiker, siehe Charles-François Sturm

- Jakob Sturm von Sturmeck (Politiker) (Jacob Sturm; 1489–1553), deutscher Politiker, Bürgermeister von Straßburg
- Jakob Sturm von Sturmeck (Kanzler) (vor 1617–1633), Kanzler der Universität Straßburg
- Jan Sturm (* 2004), österreichischer Fußballspieler
- Jan-Egbert Sturm (* 1969), niederländischer Ökonom und Hochschullehrer
- Joel Sturm (* 2001), deutscher Autorennfahrer
- Johann von Sturm (1839–1900), österreichischer Generalmajor
- Johann Sturm (1858–1931), österreichischer Benediktiner, Mathematiker und Lehrer, siehe Ambros Sturm
- Johann Sturm (Soldat) (Johann Georg Sturm, auch Georg Sturm; 1911/1912–1948), deutscher Soldat
- Johann Sturm (Kunsthistoriker) (1931–2012), österreichischer Kunsthistoriker
- Johann Christoph Sturm (1635–1703), deutscher Philosoph, Mathematiker und Physiker
- Johann Friedrich Sturm (1658–1702), deutscher Theologe und Prediger
- Johann Georg Sturm (1742–1793), deutscher Kupferstecher
- Johann Heinrich Sturm (um 1645–1709), deutscher Politiker und Historiker
- Johann Heinrich Christian Friedrich Sturm (1805–1862), deutscher Künstler und Ornithologe, siehe Friedrich Sturm (Kupferstecher)
- Johann Sigismund von Sturm (1661–1719), deutscher Richter
- Johann Wilhelm Sturm (1808–1865), deutscher Botaniker, Ornithologe und Kupferstecher
- Johannes Sturm (auch Johann Sturm; 1507–1589), deutscher Pädagoge und Hochschullehrer in Straßburg
- Johannes Sturm (Mediziner) (1570–1625), deutscher Mediziner, Logiker und Hochschullehrer in Greifswald
- Johannes Sturm (Beamter) (1856–1929), deutscher Beamter
- Josef Sturm (Politiker, 1858) (1858–1935), österreichischer Politiker (CSP), Landtagsabgeordneter
- Josef Sturm (Politiker, 1885) (1885–1944), österreichischer Politiker (CSP), Mitglied des Bundesrates
- Joseph von Sturm (?–1802), österreichischer Generalmajor
- Joseph Sturm (Philologe) (1855–nach 1922), deutscher Klassischer Philologe und Gymnasialdirektor
- Joseph Sturm (Politiker) (1888–1962), deutscher Politiker (BVP)
- Joshua Sturm (* 2001), österreichischer Skirennläufer
- Julius Sturm (1816–1896), deutscher Dichter
- Jürgen Sturm (* 1954), deutscher Jazzgitarrist

### K
- Kai Sturm (* 1960), deutscher Medienmanager
- Karl Sturm (1803–1855), schweizerisch-französischer Mathematiker und Physiker, siehe Charles-François Sturm
- Karl Sturm (Politiker, I), österreichischer Landwirt und Politiker
- Karl Sturm (Politiker, 1855) (1855–1928), deutscher Unternehmer und Politiker
- Karl Sturm (Jurist) (1878–1960), deutscher Politiker und Abgeordneter des Provinziallandtages der Provinz Hessen-Nassau
- Karl Sturm (Schauspieler) (1935–2017), deutscher Schauspieler
- Karl August Gottlieb Sturm (1803–1886), deutscher Typograf und Kantor
- Karl Christian Gottlob Sturm (1780–1826), deutscher Ökonom und Hochschullehrer
- Karl-Heinz Sturm (* 1924), deutscher Tennisspieler und Sportfunktionär
- Karl-Theodor Sturm (* 1960), deutscher Mathematiker
- Karsten Sturm (* 1953), deutscher Schriftsteller
- Kaspar Sturm (Reichsherold) (1475–1552), deutscher Reichsherold, Begleiter von Martin Luther
- Kaspar Sturm (Orgelbauer) (um 1540–nach 1590), deutscher Organist und Orgelbauer
- Kaspar Sturm (Theologe) (um 1545–1628), deutscher Theologe
- Katja Sturm-Schnabl (* 1936), österreichische Sprach- und Literaturwissenschaftlerin
- Kirsten Sturm (* 1978), deutsche Organistin und Pianistin
- Klaus Sturm (1934–2023), deutscher evangelischer Theologe

### L
- Lacey Sturm (* 1981), US-amerikanische Sängerin
- Leon Sturm (* 2001), deutscher Pokerspieler
- Leonhard Christoph Sturm (1669–1719), deutscher Mathematiker und Architekt
- Ludwig Sturm (Maler, 1844) (1844–1926), deutscher Maler
- Ludwig Sturm (Maler, 1878) (1878–1967), österreichischer Maler und Restaurator
- Luisa Sturm (* 1974), deutsche Roman-Autorin

### M
- Martin Johann Sturm von Hirschfeld, österreichischer Adeliger
- Marcel Sturm (1905–1950), französischer Militärpfarrer
- Marco Sturm (* 1978), deutscher Eishockeyspieler und -trainer
- Maria Sturm (Malerin) (1913–1996), österreichische Malerin
- Maria Sturm (Leichtathletin) (1935–2019), deutsche Leichtathletin
- Martin Sturm (* 1957), österreichischer Kulturmanager, Direktor des Offenen Kulturhauses Oberösterreich in Linz
- Matthias Sturm (* 1969), deutscher Bildender Künstler und Musiker
- Max Sturm (1891–1958), deutscher Komponist, Pianist, Chorleiter und Musikpädagoge
- Michael Sturm (Regisseur) (* 1963), deutscher Regisseur
- Michael Sturm (Historiker) (* 1972), deutscher Historiker
- Michael Sturm-Berger (* 1958), deutscher Prähistoriker und Religionswissenschaftler

### N
- Nico Sturm (* 1995), deutscher Eishockeyspieler
- Nicolas Sturm (* 1982), deutscher Musiker, Sänger und Gitarrist

### O
- Oliver Sturm (Regisseur) (* 1959), deutscher Theater- und Hörspielregisseur
- Oliver Sturm (Fußballspieler) (* 1971), deutscher Fußballspieler
- Ortrud Sturm (* 1959), deutsche Holzbildhauerin
- Oskar Sturm (1875–1955), Schweizer Architekt
- Otto Sturm (Architekt) (1865–nach 1909), deutscher Architekt
- Otto Sturm (NS-Opfer) (1899–1943), deutsches NS-Opfer (KPD-Mitglied; 1934 verhaftet, gestorben an den Spätfolgen der Verhörmisshandlungen)

### P
- Paul Sturm (Instrumentenbauer) (gestorben 1577), deutscher Musikinstrumentenbauer
- Paul Sturm (Bildhauer) (1859-1936), deutscher Bildhauer und Medailleur
- Paul Sturm (Lyriker) (1890-1946), deutscher Religionslehrer, Lyriker und Erzähler
- Paul Sturm (Theologe) (1891–1964), deutscher Theologe und Philosoph
- Pavle Jurišić Šturm (eigentlich Paulus Eugen Sturm, sorb. Pavel Šturm; 1848–1922), serbischer General
- Peter Sturm (Schauspieler, 1909) (eigentlich Josef Michel Dischel; 1909–1984), österreichischer Schauspieler und Widerstandskämpfer
- Peter Sturm (Wirtschaftswissenschaftler) (Peter H. Sturm; * 1940), US-amerikanischer Wirtschaftswissenschaftler
- Peter Sturm (Schauspieler, 1950) (* 1950), deutscher Schauspieler und Musiker
- Peter Sturm (Informatiker), deutscher Informatiker und Hochschullehrer
- Peter Sturm (Fußballspieler), österreichischer Fußballspieler
- Philipp Sturm (* 1999), österreichischer Fußballspieler

### R
- Ralf Sturm (* 1968), deutscher Fußballspieler
- Reiner Sturm (1950–2003), deutscher Serienmörder
- Renate Sturm-Francke (1903–1979), deutsche Museumsleiterin, Bodendenkmalpflegerin und Heimatforscherin
- Robert Sturm (Bildhauer) (1935–1994), deutscher Bildhauer, Keramiker und Hochschullehrer
- Robert Sturm (Physiker) (* 1971), österreichischer Physiker, Biologe und Geologe
- Robert Sturm (Choreograf), deutscher Choreograf und Regisseur
- Roland Sturm (* 1953), deutscher Politikwissenschaftler
- Ronja Fini Sturm (* 1995), deutsche Ruderin
- Ruben Johannes Sturm (* 1979), deutscher Organist und Komponist
- Rudolf Sturm (Mathematiker) (1841–1919), deutscher Mathematiker
- Rudolf Sturm (Politiker, I), deutscher Politiker (DPFW), MdL Danzig
- Rudolf Sturm (Politiker, II), deutscher Jugendfunktionär und Politiker, MdV
- Rut Sturm-Wittrock (1922–1997), deutsche Richterin

### S
- Sebastian Sturm (* 1980), deutscher Musiker
- Sören Sturm (* 1989), deutscher Eishockeyspieler
- Stephan Sturm (* 1963), deutscher Manager
- Stephanie Sturm (* 1979), deutsche Musicaldarstellerin

### T
- Thomas Sturm (Choralist) (?–1739), deutscher Choralist
- Thomas Sturm (Maler) (* 1967), österreichischer Maler
- Thomas Sturm (Philosoph) (* 1967), deutscher Philosoph

### U
- Urban Sturm (auch Stürmer, Stormer, Sturmius; um 1523–1565), deutscher Dichter, Rhetoriker und Musiker

### V
- Victoria Sturm (* 1973), deutsche Schauspielerin und Synchronsprecherin
- Vilma Sturm (1912–1995), deutsche Schriftstellerin und Journalistin
- Volker Sturm, deutscher Neurochirurg

### W
- Walter Sturm (1935–2018), deutscher Maler
- Walther Sturm (1900–1981), deutscher Lehrer und Leiter der sudetendeutschen Singbewegung
- Werner Sturm (* 1941), deutscher Lehrer und Heimatforscher
- Wilfried Sturm (* 1958), deutscher evangelischer Theologe und Professor für Systematische Theologie in pastoraler Praxis
- Wilhelm Sturm (Komponist) (1842–1922), deutsch-schweizerischer Sänger, Musikdirektor, Komponist und Chorleiter
- Wilhelm Sturm (Musiker) (1867–1941), deutscher Oboist
- Wilhelm Sturm (Politiker) (1889–1957), deutscher Politiker (BP), MdL Bayern
- Wilhelm Sturm (Religionspädagoge) (1932–2022), deutscher Religionspädagoge und Hochschullehrer
- Wilhelm Sturm (1940–1996), deutscher Fußballspieler
- Willi Sturm (Wasserballspieler) (1928–1993), deutscher Wasserballspieler
- Wolf Sturm (1921–2013), deutscher Arbeitsmediziner
- Wolfgang Sturm (1927–2015), deutscher Lebensmittelchemiker

### Y
- Yann Sturm (* 2005), deutscher Fußballspieler
- Yfke Sturm (* 1981), niederländisches Model

### Vorname
- Sturmius (um 705–779), Missionar und Abt in Fulda
- Sturm Kegel (1892–1979), deutscher Architekt und Baubeamter